# Kurt Meier (Mathematiker)
Kurt Ernst Meier (* 22. Juli 1924 in Rorschach; † 26. September 2005; heimatberechtigt in Schiers) war ein Schweizer Mathematiker und Professor an der ETH Zürich.

## Leben
Kurt Meier studierte von 1944 bis 1948 Mathematik an der Abteilung für Mathematik und Physik der ETH in Zürich. Anschliessend war er Assistent für höhere Mathematik bei Walter Saxer, bei dem er nach einem Jahr promovierte. Anschliessend ermöglichte ihm ein Stipendium der französischen Regierung einen halbjährigen Studienaufenthalt in Paris. Von 1950 bis 1968 war er als Hauptlehrer für Mathematik tätig, zuerst am Lyceum Alpinum in Zuoz und anschliessend an der Kantonsschule in Winterthur. 1967 war er als Visiting Professor an der Wayne State University in Detroit. Per 1. Oktober 1968 wurde Meier zum ordentlichen Professor für Mathematik an der ETH Zürich ernannt. Er war von 1987 bis 1988 Vorsteher der Abteilung für Mathematik und Physik, während mehrerer Jahre war er Mitglied der Aufnahmeprüfungskommission. Er emeritierte 1989.

## Forschung
In seiner Tätigkeit als Wissenschaftler leistete er wesentliche Beiträge zur Theorie komplexer Funktionen. Als akademischer Lehrer vermittelte er durch die Klarheit seiner Vorlesungen und durch seinen unermüdlichen Einsatz für die Fachdidaktik Generationen von jungen Leuten, darunter auch vielen Nichtmathematikern, die Denkweise der Mathematik und auch deren Schönheit.

## Publikationen (Auswahl)
- Über die Randwerte meromorpher Funktionen und hinreichende Bedingungen für Regularität von Funktionen einer komplexen Variablen. ETH Diss. Nr. 1866, 1950, doi:10.3929/ethz-a-000091997.